# Арабска чучулига
Арабска чучулига (Eremalauda dunni) е вид птица от семейство Чучулигови (Alaudidae), единствен представител на род Eremalauda.

## Разпространение и местообитание
Разпространен е в Египет, Западна Сахара, Йемен, Израел, Йордания, Кувейт, Мавритания, Мали, Нигер, Оман, Саудитска Арабия, Сирия, Судан и Чад.